# Mionica
Mionica (serbisch-kyrillisch Мионица) ist eine Ortschaft mit gut 1500 Einwohnern als Zentrum der etwa zehnmal größeren gleichnamigen Gemeinde im Bezirk Kolubara in Serbien.

## Geographie
Der Mitte des 19. Jahrhunderts gegründete Ort liegt an der Kolubara, einem Zufluss der Save knapp Kilometer südlich von Belgrad.

## Wirtschaft und Kultur

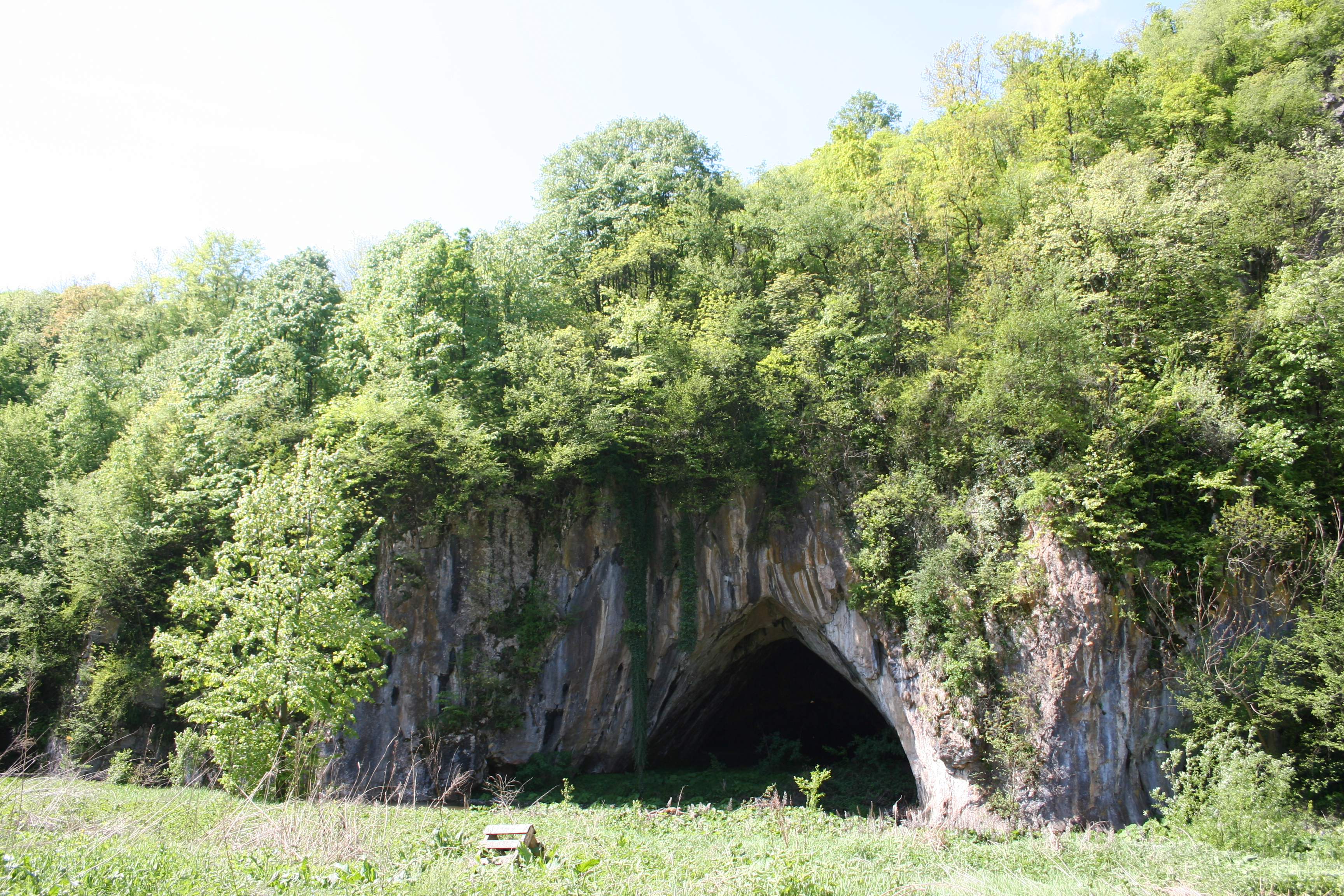
Paštrić

Mionica ist geprägt von landwirtschaftlicher Produktion, die etwa ein Drittel der hauptsächlich serbischstämmigen Bevölkerung beschäftigt.
Aus dem unmittelbar benachbarten Badekurort Vrujci stammt ein beliebtes Mineralwasser.
Das älteste Gebäude der Stadt ist die Kirche von 1856. Ein Denkmal erinnert an Živojin Mišić.

### Städtepartnerschaften
Es besteht eine Gemeindepartnerschaft mit Tomaszów Mazowiecki in der Woiwodschaft Łódź in Polen.